# Horká linka Moskva–Washington

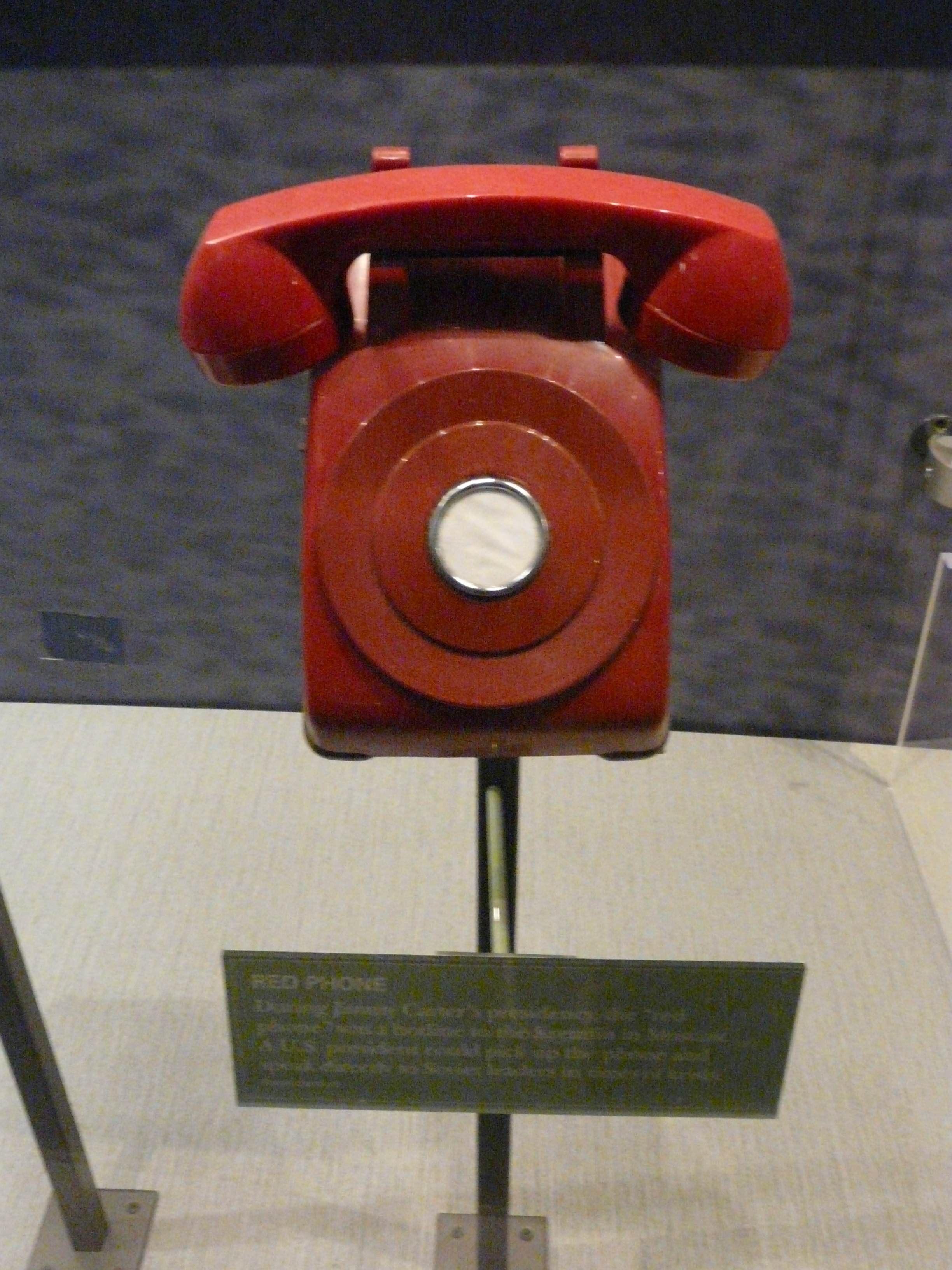
Komunikační linka byla mediálně označována jako „Rudý telefon“, přestože spojení nebylo telefonické

Horká linka, přesněji Přímá komunikační linka Moskva–Washington, je označení pro bezpečné komunikační spojení mezi představiteli Spojených států amerických – Bílým domem a Sovětského svazu – Kremlem v době studené války i poté. 

## Historie
Na základě zkušenosti při hledání vhodné cesty vzájemného dialogu (zejména při karibské krizi, kdy se svět ocitl na prahu jaderné katastrofy) rozhodly USA a SSSR o zřízení přímého spojení mezi Bílým domem a Kremlem. Zakládajícím dokumentem bylo Memorandum o porozumění mezi Spojenými státy americkými a Svazem sovětských socialistických republik ohledně zřízení přímého komunikačního spojení, které podepsali 20. června 1963 v Ženevě Semjon Carapkin a Charles Stelle. První testovací zprávy byly odeslány 30. srpna 1963, v této době fungovala na principu dálnopisu.
Podle dohody byl komunikační systém tvořen:
- dvěma koncovými body s telegrafním dálnopisným zařízením,
- jedním nepřetržitým drátovým telegrafním okruhem, směrovaným Washington-Londýn-Kodaň-Stockholm-Helsinky-Moskva; a
- jedním nepřetržitým radiotelegrafním okruhem, směrovaným Washington-Tanger-Moskva.

Poprvé byla linka oficiálně využita 5. června 1967 z Moskvy. Sovětská strana se tázala, zda jsou Američané zapojeni do šestidenní války mezi Izraelem a jeho arabskými sousedy. Během dalších dní si mezi sebou vyměnili přes 20 zpráv. Koncem 70. let byl systém doplněn podmořským kabelem a následně satelitním systémem. Od roku 1986 přibyly faxy umožňující přenos dokumentů a map.  
V roce 1999 byly zprovozněny další linky mezi úřadovnou amerického viceprezidenta a ruského premiéra, mezi národními bezpečnostními agenturami a kancelářemi ministrů zahraničí.[zdroj?]
Pro zajištění maximální bezpečnosti byla využívána Vernamova šifra a zapečetěné jednorázové šifrovací klíče byly pravidelně dopravovány letecky a protistraně předávány prostřednictvím ambasády.[zdroj?]
V roce 2007 byla linka modernizována do podoby zabezpečené počítačové sítě s e-mailem a chatem. Tento systém zahájil provoz 1. ledna 2008. Nadále používá dvě satelitní spojení, ale starý záložní kabel nahradil optický kabel.

## Galerie

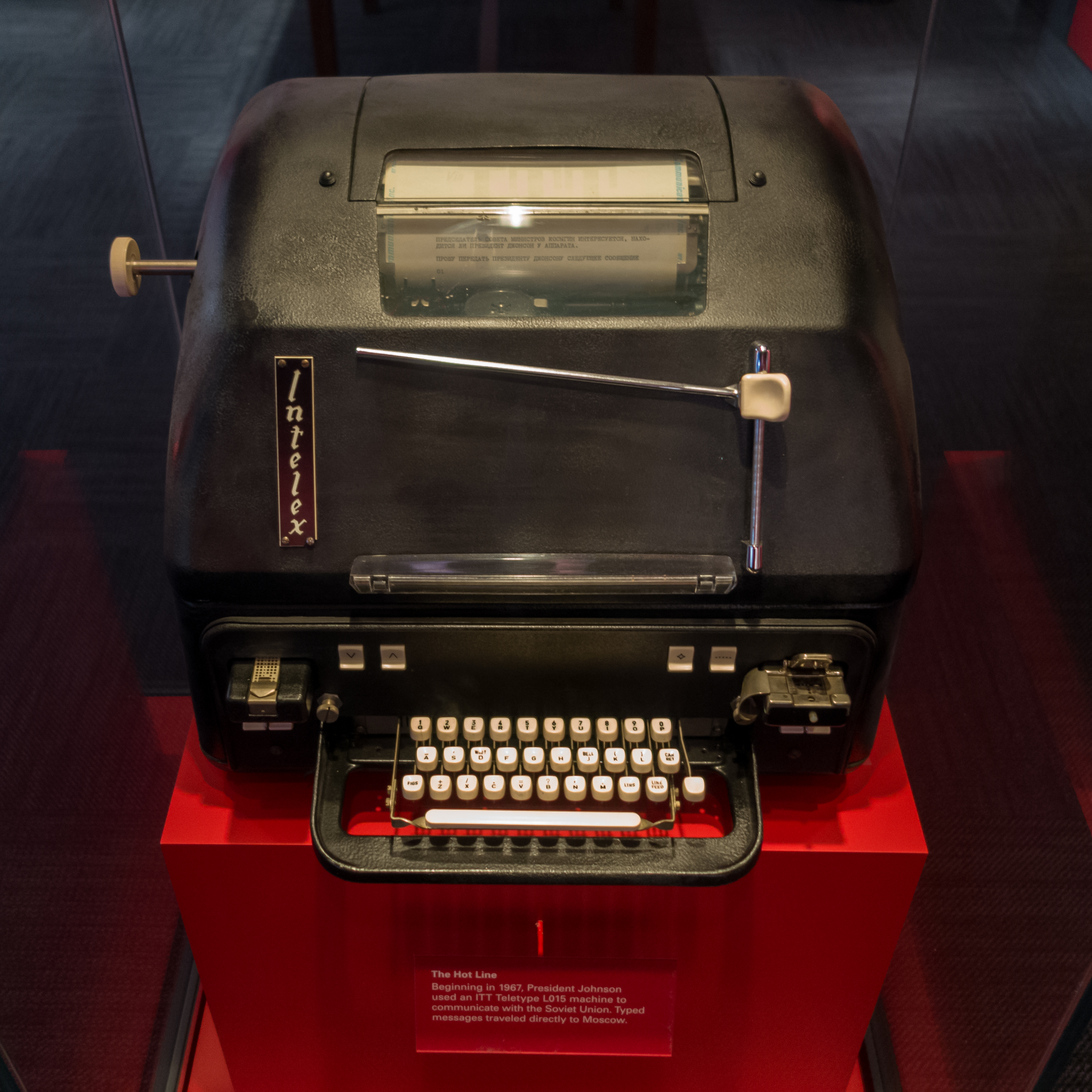
Dálnopisný stroj z roku 1967 vystavený v Prezidentské knihově Lyndona B. Johnosna
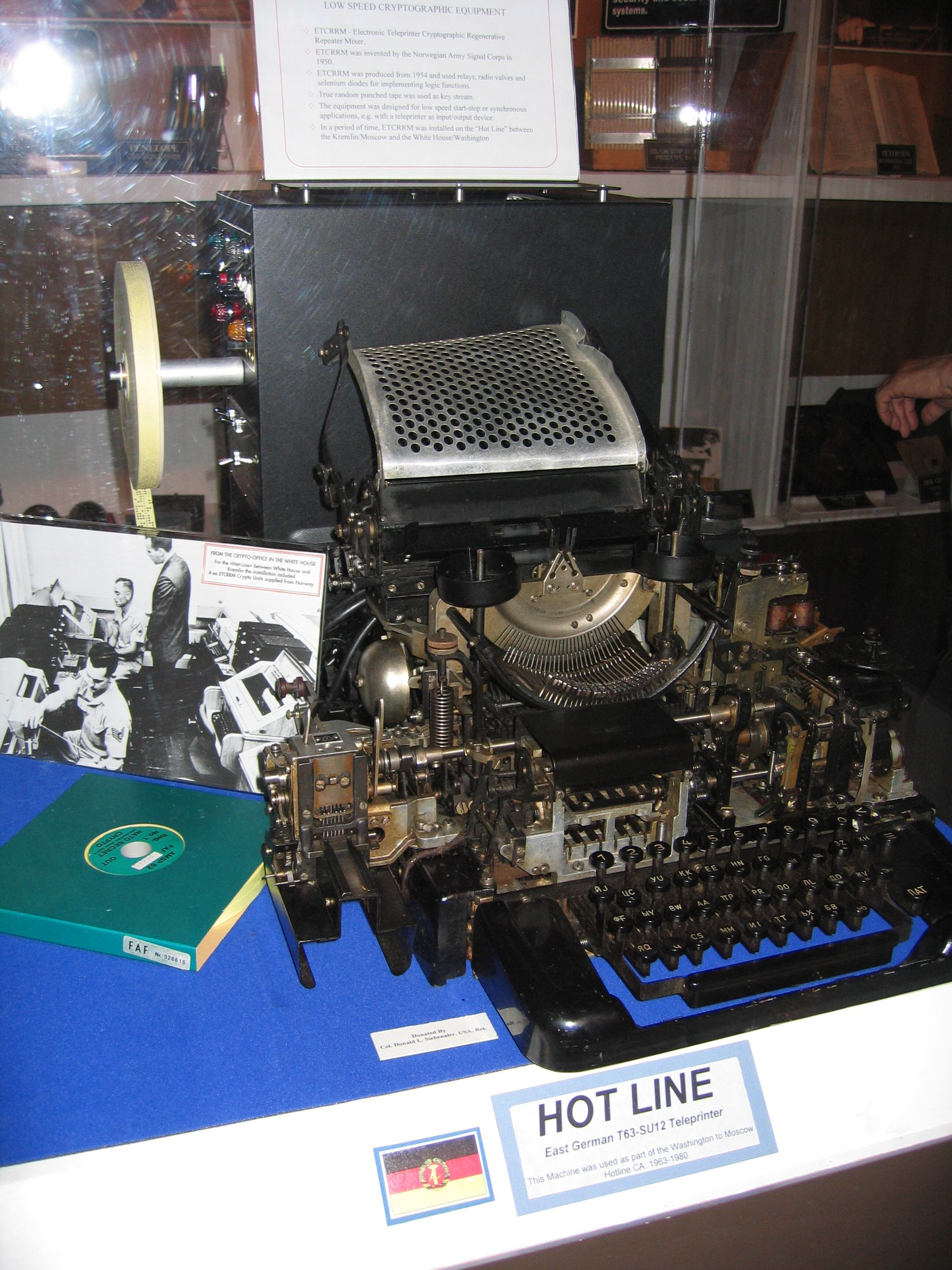
Dálnopisný stroj od společnosti Siemens používaný v letech 1963-1980
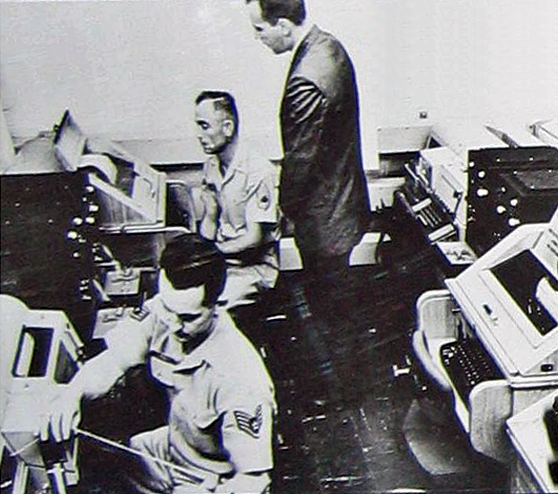
Terminál horké linky v komunikačním centru ve východním křídle Bílého domu,
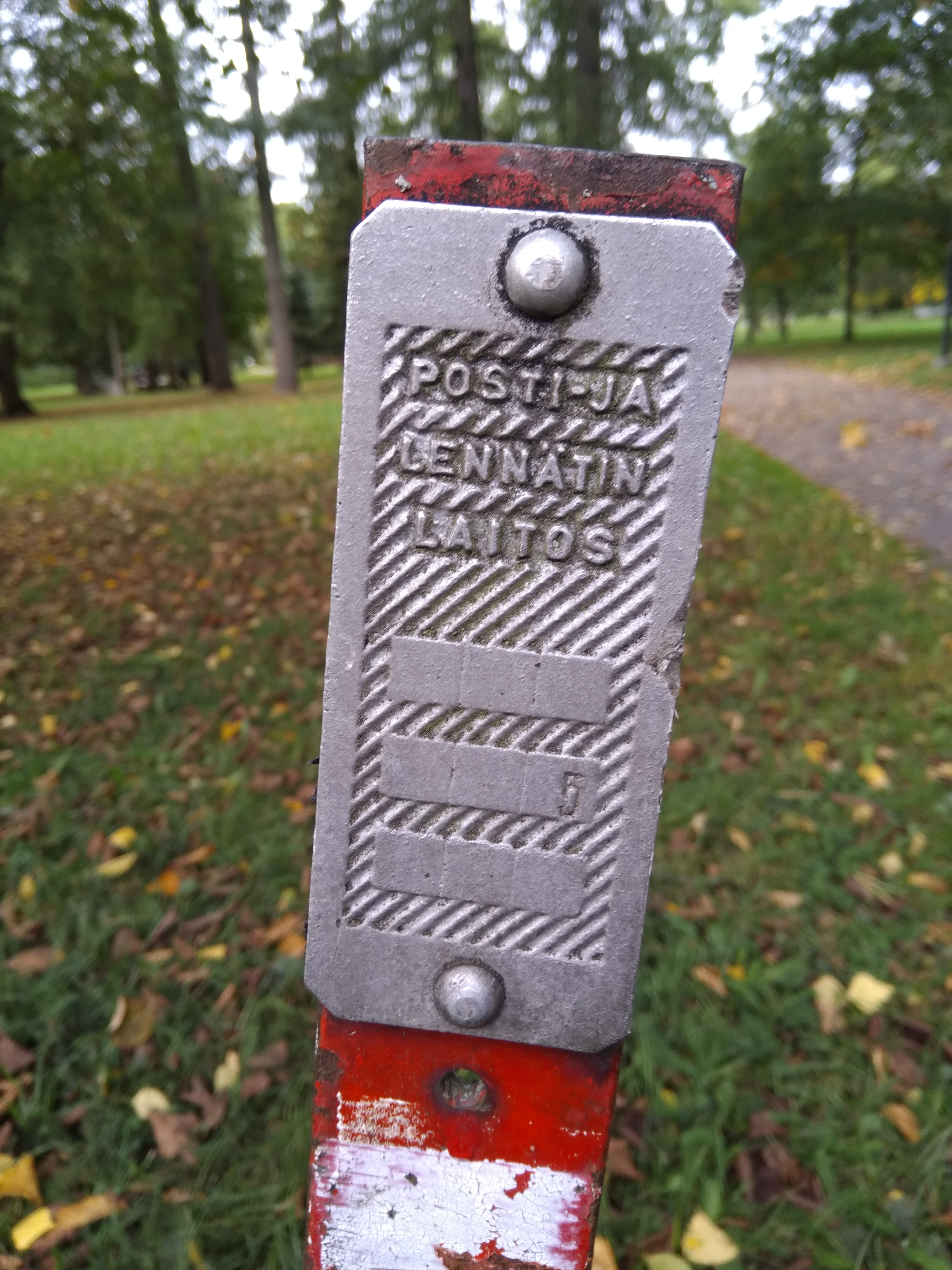
Komunikační vodič s výstražným textem poblíž finského města Forssa